# Micrechites andamanicus
Micrechites andamanicus là một loài thực vật có hoa trong họ La bố ma. Loài này được M.G.Gangop. & Chakrab. mô tả khoa học đầu tiên năm 1992.